# Frisiska friheten

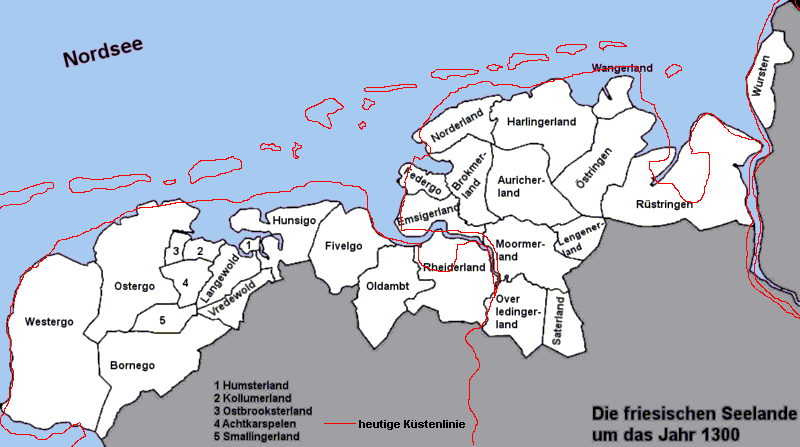
De frisiska landskapen runt år 1300

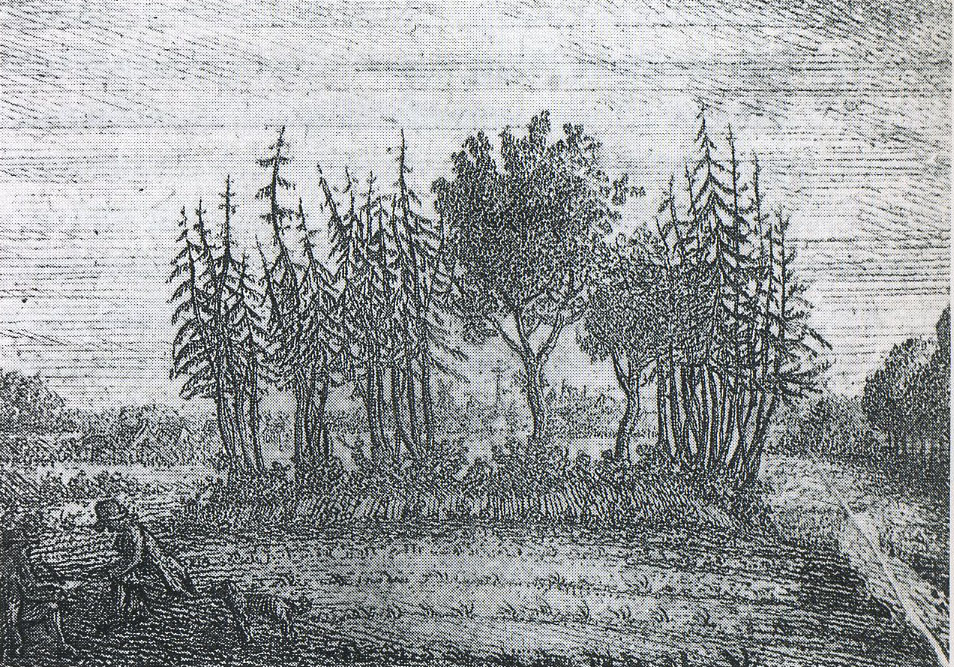
Upstalsboom

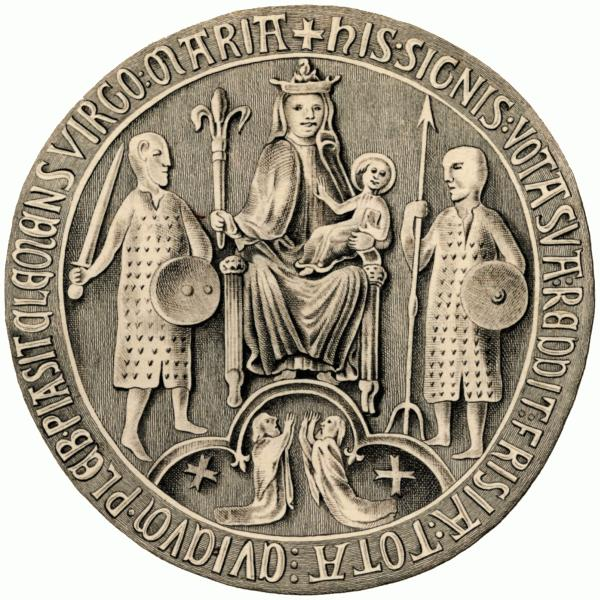
Upstalsboom-förbundets sigill från 1324

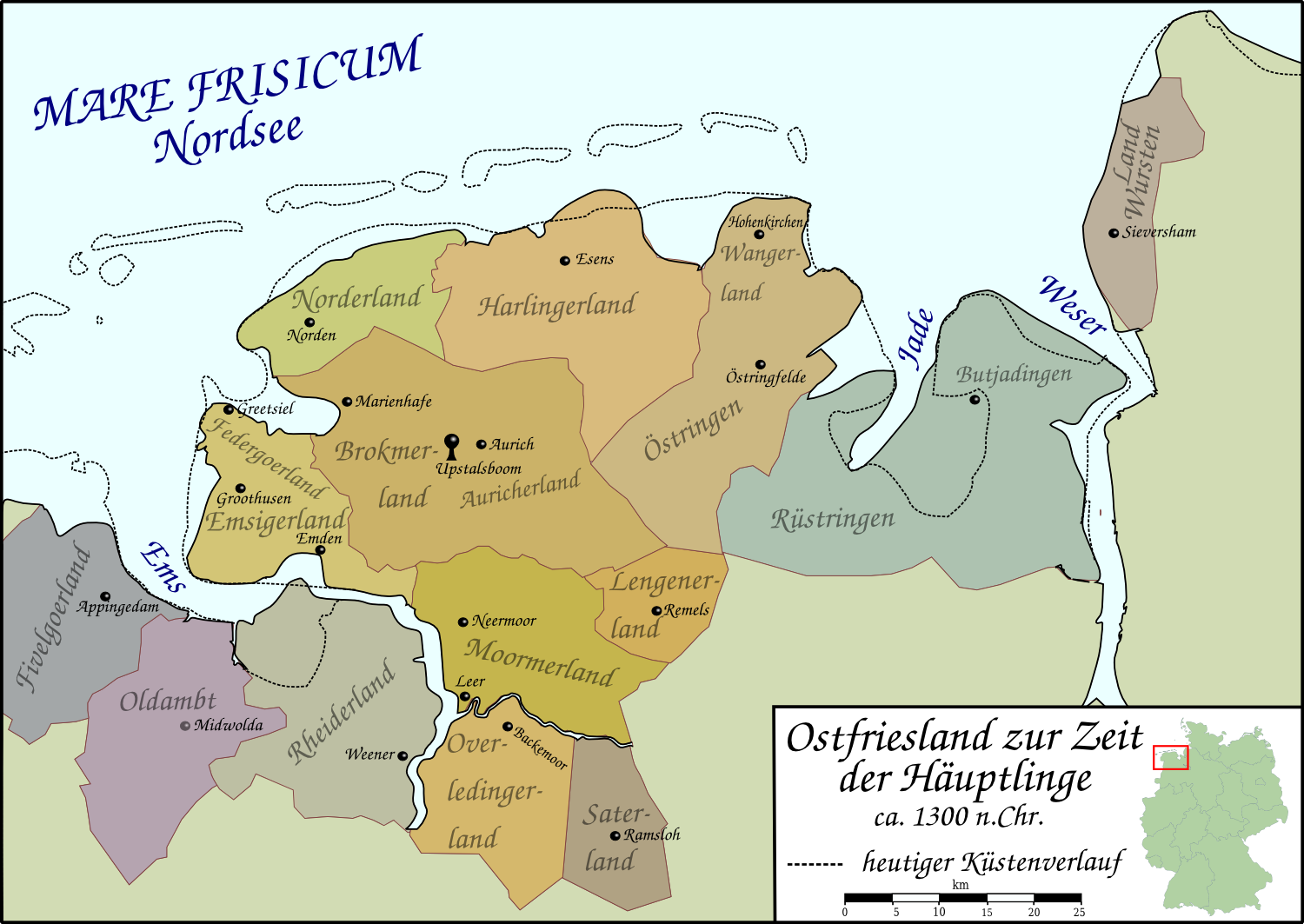
Upstalsboom låg i centrum av Ostfriesland

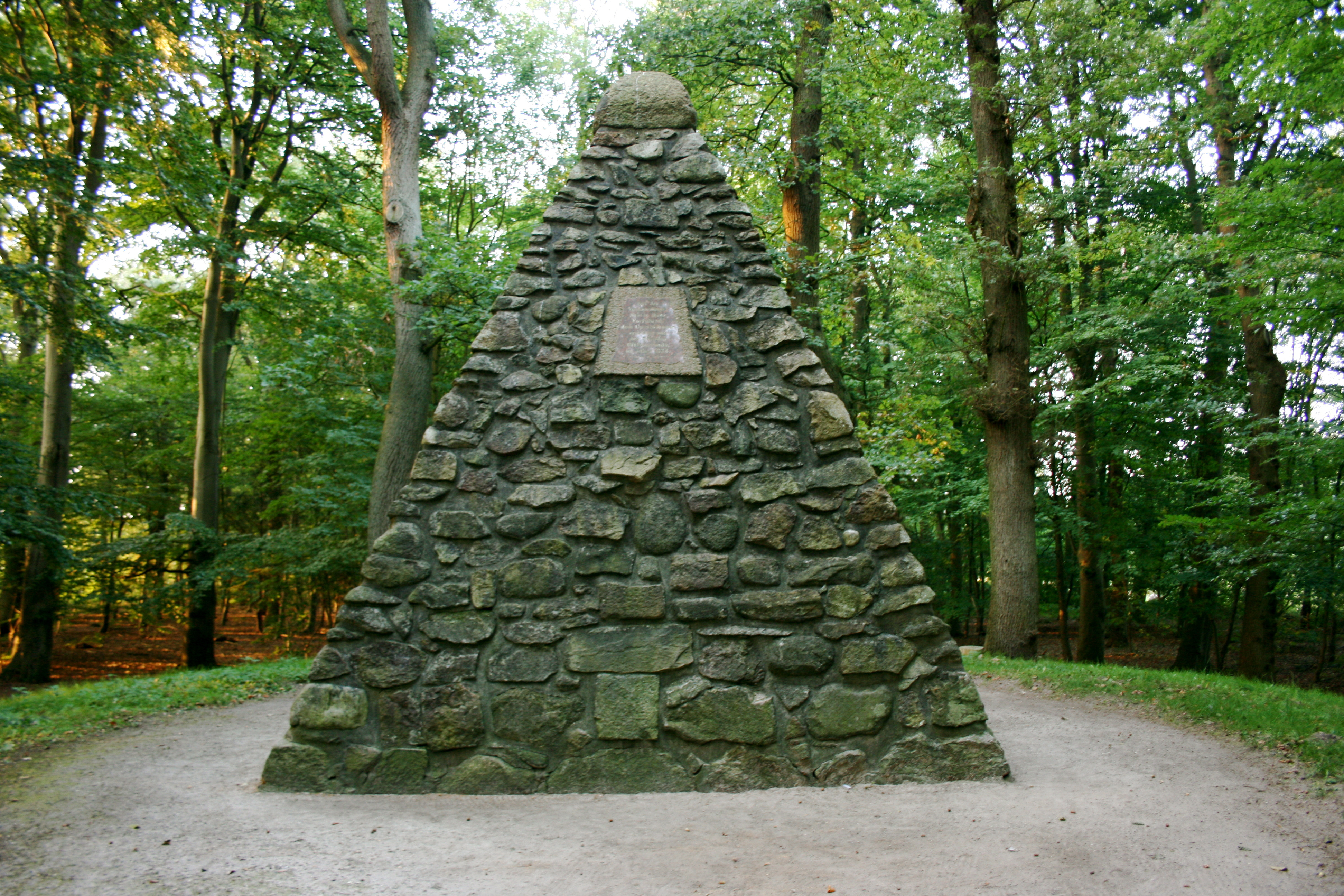
Minnesmärke vid Upstalsboom utanför dagens ostfriesiska stad Aurich

Frisiska friheten (tyska: Friesische Freiheit, frisiska: Fryske frijheid) instiftades enligt legenden av kejsaren Karl den store. Den frisiska friheten innebar att inga andra utom kejsaren fick styra de frisiska områdena längs Nordsjökusten. Kejsaren gav enligt legenden friheten i gåva till friserna som tack för deras hjälp i samband med ett krig mot Rom.
I samband med att vikingar från Skandinavien började anfalla frisernas bosättningsområden kring år 800 befriades friserna från plikten att göra militärtjänst i främmande land för att kunna försvara sig mot vikingarna. Medan de omgivande områdena i Europa styrdes av feodalherrar var det frisiska samhället uppbyggt enligt mer demokratiska strukturer som innebar att de olika landskapen styrdes av valda representanter, så kallade hövdingar. 
Runt år 1300 omfattade de frisiska områdena 27 provinser från nordvästra Nederländerna via dagens Ostfriesland mot områdena norr om nuvarande Bremerhaven i Tyskland. De olika frisiska landskapen slöt sig samman i de så kallade sju frisiska havsländerna (tyska: Sieben Friesische Seelanden, nederländska: Zeven Friese Zeelanden, frisiska: Sân seelannen). Det frisiska området omfattade området mellan Zuiderzee och Weser:
- 1. Westfriesland, nuvarande provinsen Nordholland i Nederländerna
- 2. Westergo, den västra delen av nuvarande provinsen Friesland i Nederländerna
- 3. Ostergo, östra delen av Friesland i Nederländerna
- 4. Zevenwouden, södra delen av Friesland i Nederländerna
- 5. De frisiska områdena mellan Lauwers och Ems i nuvarande provinsen Groningen i Nederländerna
- 6. De frisiska områdena mellan Ems och Jade, det vill säga landskapen Rheiderland, Overledingerland, Saterland, Moormerland, Lengenerland, Emsigerland, Federgo, Brokmerland, Norderland, Auricherland, Harlingerland, Wangerland och Östringen. Detta område motsvarar nuvarande Ostfriesland, Saterland, Oldenburger Friesland och Wilhelmshaven i delstaten Niedersachsen i Tyskland
- 7. De frisiska områdena mellan Jade och Weser, det vill säga landskapen Rüstringen och Wursten. Detta område motsvarar nuvarande Butjadingen och området mellan Bremerhaven och Cuxhaven i delstaten Niedersachsen i Tyskland

Fram till 1300-talet samlades varje år vid pingst representanter för de sju frisiska områdena vid Upstalsboom utanför Aurich i Ostfriesland som en del i den frisiska friheten. Varje landskap fick skicka två representanter, så kallade domare. De beslut som fattades vid Upstalsboom skrevs ned av munkar vid det närbelägna klostret i Ihlow. 
Under 1300-talet inleddes en period av tillbakagång för friserna, bland annat till följd av pesten och ett flertal stora naturkatastrofer till följd av stormfloder. Detta utnyttjades av några inflytelserika familjer och ett nytt styrsystem utvecklades. De frisiska landskapen kom att styras av hövdingar och frisiska frihetens blomstringstid var därmed i slut. Hövdingatiden kom att präglas av krig och konflikter mellan de olika landskapen. 
Runt år 1430 blev familjen Cirksena den mest inflytelserika hövdingafamiljen i Ostfriesland. År 1498 upphörde den frisiska friheten helt när kejsaren Maximilian I gav de frisiska områdena till hertig Albrecht av Sachsen som betalning för ett lån.